# Megocalea lemieuxi
Megocalea lemieuxi är en skalbaggsart som beskrevs av Klimaszewski in Klimaszewski och Pierre Joseph Pelletier 2004. Megocalea lemieuxi ingår i släktet Megocalea och familjen kortvingar. Inga underarter finns listade i Catalogue of Life.